# Nueva Prensa de Guayana
Nueva Prensa de Guayana es un medio de comunicación del estado Bolívar, Venezuela, que se edita en Ciudad Guayana. Nació como medio impreso con circulación en Bolívar y también se distribuía en Amazonas y Delta Amacuro. En su segundo año, pasó a ser el diario de mayor circulación en Bolívar, por encima de su principal competidor, Correo del Caroní. 
Editorial RG CA fue constituida el 26 de mayo de 1993, por el ingeniero Rubén Gamarra Sobenes y la doctora Jalousie Fondacci de Gamarra, y fue fundado en 1998 logrando concretar una idea originada en 1992.
La primera edición llegó al público el 7 de enero de 1998. El crecimiento del diario fue rápido, a los dos años de fundado compraron su sede principal ya que antes estaban utilizando un local alquilado. Luego, con la intención de fortalecerse en el oriente venezolano, crean Nueva Prensa de Oriente.
El formato inicial del diario fue estándar con ediciones de cinco cuerpos, incluyendo una sección exclusiva para Clasificados, única en el oriente del país, con un tiraje certificado de 25 mil ejemplares diarios. Luego migró al formato tabloide que, por tendencia y diversificación, se convirtió en el más favorable para los planes de expansión que llegaron en 2008, con la inauguración de una modernísima y amplia sede en Alta Vista, el área empresarial, por antonomasia, más confluente de Ciudad Guayana.
En agosto de 2018, la edición impresa dejó de circular motivado a la escasez de insumos para la industria editorial en el país. Sin embargo, en la actualidad están desarrollando un nuevo portal digital para convertirse nuevamente en un medio de comunicación de vanguardia en el país.